# ويلي ديكسون
ويلي ديكسون (بالإنجليزية: Willie Dixon)‏ (و. 1915 – 1992 م) هو مغن مؤلف، وعازف جاز، ومنتج أسطوانات، وموسيقي أمريكي، ولد في فيكسبيرغ، توفي في بربانك، كاليفورنيا، عن عمر يناهز 77 عاماً.

## وصلات خارجية
- ويلي ديكسون على موقع IMDb (الإنجليزية)
- ويلي ديكسون على موقع الموسوعة البريطانية (الإنجليزية)
- ويلي ديكسون على موقع روتن توميتوز (الإنجليزية)
- ويلي ديكسون على موقع ألو سيني (الفرنسية)
- ويلي ديكسون على موقع ميوزك برينز (الإنجليزية)
- ويلي ديكسون على موقع أول موفي (الإنجليزية)
- ويلي ديكسون على موقع قاعدة بيانات برودواي على الإنترنت (الإنجليزية)
- ويلي ديكسون على موقع قاعدة بيانات الأفلام السويدية (السويدية)
- ويلي ديكسون على موقع أول ميوزيك (الإنجليزية)
- ويلي ديكسون على موقع ديسكوغز (الإنجليزية)